# Салвино дели Армати
Салвино дели Армати (на италиански: Salvino degli Armati или още Salvino D'Amato, Salvino D'Armate буквално син на Армати), роден през 1258 година и починал през 1312, е италиански изобретател, флорентински физик на който се приписва направата на първите очила, някъде през XIII век, най-вероятно 1284 година.
И има съмнения по отношение на първооткривателството. Алесандро Спина се счита от някои за първия, който е изработил очила. Едно обаче е сигурно, че те се появяват в Италия между 1280 и 1300 година.
Първите очила нямат дръжки и се закрепват за носа. Те могат да коригират само далекогледство. Очилата за късогледство са изобретени през XV век, а тези за астигматизъм – през XVIII.